# 飯塚淳平
飯塚 淳平（いいづか じゅんぺい、1993年4月23日 - ）は山梨TOSENクリーンファイターズや日本IBMビックブルーなどに所属していた元ラグビー選手。

## プロフィール
- 日本出身。
- ポジションはフルバック。
- 身長 169cm、体重 65kg
- ニックネームはじゅんぺい
- 中学校、高等学校の教育職員免許状を所持している。
- 20メートルシャトルランは160回以上の記録を持っている。
- 日本ラグビーフットボール協会公認コーチ
- 日本スポーツ協会公認コーチ(ラグビーフットボール)

## 略歴
- 昌平高校ではSHとしてプレーをし、白鷗大学に進学後はフルバックを主戦場としていた。
- 白鷗大学卒業後にはトップイーストリーグに所属する山梨TOSENクリーンファイターズに加入。
- ルーキーイヤーの2016-2017シーズン開幕戦、富士ゼロックス戦にて初出場[1][出典無効]。
- シーズン途中に同じくトップイーストリーグに所属する日本IBMビックブルーに加入。
- 身体は小さいながらもタックルに優れ、運動量も高い。
- 選手として一線を退いた後、公立高校などの教員を経験、神奈川県私立学校を経て、現在は埼玉県私立学校の教員、またラグビー部コーチとして活動している。

## 指導者として
- 2022年度には関東合同選抜大会にて神奈川県合同選抜を監督として指揮。決勝で群馬県選抜に勝利し3年ぶりの関東制覇に導く。
- 2023年度にはKOBELCO CUP関東U18選抜の監督として指揮。予選から決勝リーグまで全勝し2017年以来の優勝を飾った。[2][3][4][5]